# Colen Campbell
Colen Campbell (* 15. Juni 1676; † 13. September 1729) war ein einflussreicher Architekt schottischer Herkunft, der den größten Teil seiner Karriere in England verbrachte. Er gilt als Begründer des Georgianischen Stils.

## Vitruvius Britannicus
Seine bedeutendste Veröffentlichung mit dem Titel Vitruvius Britannicus, or the British Architect… erschien in drei Bänden zwischen 1715 und 1725. Es handelte sich dabei hauptsächlich um eine Sammlung von Kupferstichen von englischen Bauten und Bauentwürfen, hauptsächlich von Inigo Jones, Christopher Wren, Campbell selbst und von anderen herausragenden Architekten seiner Zeit. Die Gebäude wurden in Ansichten, Schnitten und Grundrissen, gelegentlich auch in Perspektivdarstellungen gezeigt. Campbells Auswahl berücksichtigte hauptsächlich vom Palladianismus beeinflusste Gebäude und trug maßgeblich zu dessen Verbreitung in England bei. Diese Sammlung gilt als erste auf Englisch nach „The First and Chief Groundes of Architecture“ von John Shute.

## Bauten
- Wanstead House, Essex, um 1714 bis 1720;
- Burlington House, London, 1717;
- Stourhead, Wiltshire, 1721 bis 1724;
- Pembroke House, Whitehall, London, 1723;
- Houghton Hall, Norfolk, ab 1722;
- Mereworth Castle, Kent, 1722 bis 1725;
- Waverley Abbey House, Surrey, um 1723 bis 1725;
- Compton Place, Eastbourne, Sussex, ab 1726.